# 高千代酒造
髙千代酒造（たかちよしゅぞう、英文名称:Takachiyo Sake Brewery Co.,LTD ）は、新潟県南魚沼市長崎に本社を置く酒蔵である。

## 沿革
- 1871年（明治3年）- 創業。
- 2017年（平成29年）- 優秀味覚賞を受賞[1][2]。

## 銘柄
- 高千代
- 巻機（まきはた）
- 天地人
- 巻機円水（ナチュラルミネラルウォーター）

## 年間イベント
- 蔵開き（4月）
- 五月まつり（5月）
  - 全国高千代ファンの集い
- 田植え（5月）
  - 酒米「一本〆」（いっぽんじめ）自家栽培田（農事組合法人徳田農産）
- 巻機山奉納登山（8月）
- 酒米稲刈り体験（9月）
  - 手刈り・天日干し